# Muhammad Bawah Braimah
 (juin 2023).
Alhaji Muhammad Bawah Braimah est un homme politique ghanéen et membre du septième Parlement de la quatrième République du Ghana représentant la circonscription d'Ejura-Sekyedumase dans la région d'Ashanti sur le ticket du Congrès national démocratique,,.

## Début de la vie
Braimah est né le 28 novembre 1959 et est originaire de Kulungugu dans la région du Haut Ghana oriental. Il a fréquenté l'école secondaire de Tamale où il a obtenu son niveau GCE 'O'. Il a obtenu son MBA en gestion à Almond Institute.

## Carrière
Braimah a occupé le poste de coordinateur municipal de NADMO de 2009 à 2013, puis il est devenu directeur général municipal de l'assemblée municipale d'Ejura-Sekyedumase de 2013 à 2016. Il est également directeur général de Mubabra Company Limited à Ejura.

## Politique
Braimah est membre du Congrès national démocratique et député de la circonscription d'Ejura-Sekyedumase dans la région d'Ashanti au Ghana,,. Lors des élections générales ghanéennes de 2016, Braimah a remporté le siège parlementaire avec 23 277 voix tandis que l'aspirant parlementaire du NPP Mohammed Salisu Bamba avait 21 795 voix. L'aspirant du CPP, Abdalla Mahawan Sani, a également obtenu 132 voix tandis que l'aspirant du PNC, Laari Samuel, a obtenu 83 voix. Lors des élections générales ghanéennes de 2020, Braimah a été réélu au poste de député avec 30 056 voix, surpassant ainsi Mohammed Salisu Bamba du NPP qui a obtenu 25 009 voix. Les candidats Adams Hussein du CPP et Laari Samuel du PNC ont respectivement obtenu 119 et 53 voix,,.

## Comités
Braimah est un membre du Comité des Comptes publics et occupe également une place au sein du Comité de la Défense et de l'Intérieur.

## Vie privée
Braimah est un musulman.

## Honneur
La jeunesse concernée d'Ejura a rendu hommage à Braimah pour son engagement en faveur de l'amélioration de l'éducation dans la communauté.